# Irische Mission
Als irische Mission bezeichnet man eine frühmittelalterliche Missionsbewegung, die von irischen Geistlichen ausging und im Frankenreich sowie in England Wirkung entfaltete. Vom späten 6. Jahrhundert an, beginnend mit der Gründung des Klosters Luxeuil in Burgund durch Kolumban um 593/96, bis in das 8. Jahrhundert hinein, als um 720 das irische Kloster Honau bei Straßburg entstand, lässt sich eine kontinuierliche Niederlassung irischer Mönche im Frankenreich nachweisen. Ihr Wirken stand im Zeichen der peregrinatio pro Christo, der „Fremdlingschaft um Christi willen“, in der der Auszug in die Fremde als Form asketische Weltentsagung verstanden wurde. Zwar war diese peregrinatio von sich aus nicht mit dem Missionsgedanken verknüpft, dennoch kam es punktuell auch zu missionarischen Aktivitäten irischer Geistlicher. Die historische Bedeutung irischen Wirkens auf das frühmittelalterlichen Europas wird in der jüngeren Forschung differenziert beurteilt: Während einerseits der Beitrag irischer Geistlicher zur monastischen Erneuerung und Bildung als unbestritten gilt, wird ihre unmittelbare missionarische Wirksamkeit außerhalb des Dunstkreises von Luxeuil, Iona und Lindisfarne als vergleichsweise gering eingeschätzt und blieb zumindest auf dem Kontinent deutlich hinter dem Umfang ihrer Präsenz zurück.

## Forschungsgeschichte
Die systematische Erfassung der verstreuten Zeugnisse irischer Missionstätigkeit setzte im 17. Jh. ein und ging zunächst von irischen Gelehrten aus. Besonders seit dem Kulturkampf wurde der Einfluss irischer Missionare in der deutschsprachigen Forschung primär entlang konfessioneller Bruchlinien verhandelt: Protestantische Autoren neigten hier dazu, den Beitrag vermeintlich antirömisch gesinnter irischer Missionare zum geistigen Leben Europas deutlich zu überhöhen. Katholische Stimmen hingegen versuchten, selbst belegbare Einflüsse zu relativieren oder abzuwerten; insbesondere gegenüber dem Wirken des hl. Bonifatius. Im Zuge dieser konfessionell gefärbten Deutungsmuster kam es auch zu einer weitreichenden, oftmals unkritischen Zuschreibung irischer Herkunft an Missionare ganz unterschiedlichster Abkunft – eine Tendenz, zu der nicht zuletzt auch die mittelalterliche Hagiographie ihren Beitrag geleistet hat, in der irische Herkunft häufig als Topos begegnet. Johannes Duft hat diese gegenläufigen Forschungstendenzen unter den Begriffen Iromanie und Irophobie subsummiert.
Ein besonders prägnantes Beispiel für die protestantisch geprägte Iromanie sind die Schriften des reformierten Theologen Johann Heinrich August Ebrard, welcher mit seinen Arbeiten den tautologischen Kunstbegriff „Iroschotten“ einführte. Ebrard verstand darunter – anders als später häufig angenommen – keine ethnische Zugehörigkeit der Missionare, sondern gebrachte ihn als Synonym zu Culdeer, einer irischen monastischen Reformbewegung des 8. und 9. Jhs. Sein Verständnis dieser Bewegung basierte dabei auf einem bereits zu seiner Zeit überholten Deutungsmodell. Unter dem Eindruck des andauernden Kulturkampfes charakterisierte Ebrard die monastische Reformbewegung als eine nationale, romfreie und gewissermaßen protoprotestantische „Confession, die von Iroschotten“ d. h. keltischen Christen Irlands und Schottlands „gegründet und verbreitet wurde“. Im Rahmen einer weiträumigen Missionsbewegung habe diese Konfession auch auf dem europäischen Festland Fuß gefasst, bis Bonifatius mit der römischen Bindung der fränkischen Kirche diesem kirchlichen Aufbruch ein Ende gesetzt habe. Ebrard zufolge wirkten jedoch die letzten Vertreter dieser Bewegung noch auf John Wiclif und die Lollarden ein – und übten dadurch entscheidenden Einfluss auf die Reformation aus. Ebrard ging bei seiner Argumentation derart grob und plump vor, dass ihm selbst die Unterstützung aus dem eigenen politischen Lager versagt blieb. Gleichwohl wirkten die Thesen Ebrards lange nach und prägten in ihrer Stoßrichtung den kirchenhistorischen Diskurs nachhaltig.
Bis weit ins frühe 20. Jahrhundert hinein blieb die deutsche Forschung zur irischen Mission stark durch konfessionell geprägte ideologische Deutungsmuster bestimmt. Nach dem Zweiten Weltkrieg rückte sie dann verstärkt unter dem Leitmotiv der europäischen Einigung ins Blickfeld der Forschung. Einen ersten umfassenden, abseits solcher klassischen Deutungsmuster angesetzten Zugriff auf das Thema boten mehrere internationale Kongresse, die Ende der 1970er- und zu Beginn der 1980er-Jahre stattfanden: 1979 in Tübingen, 1981 und 1984 in Dublin unter der Leitung des Tübinger Europazentrums sowie 1984 im Rahmen des Virgil-Kongresses in Salzburg. Die Ergebnisse dieser Bestandsaufnahmen und Neubewertungen der irischen Missionstätigkeit zeichneten sich insgesamt durch eine nüchterne, mitunter ernüchternde Einschätzung aus. Der in der älteren Forschung häufig postulierte weitreichende Einfluss irischer Missionsarbeit auf das geistige Leben des europäischen Festlands und Englands ließ sich in dieser Form nicht verifizieren. Dennoch trugen die zahlreichen Einzelstudien wesentlich dazu bei, ein differenzierteres und zugleich wesentlich umfassenderes Bild des irischen Wirkens auf dem Festland zu konturieren.

## Die irische Mission auf dem Kontinent und in England

### Auf dem Kontinent
Beginnend mit der Gründung des Klosters Luxeuil in Burgund durch Kolumban (um 593/96) und endend mit der Errichtung des Klosters Honau nahe Straßburg um 720, lässt sich im Frankenreich eine verstärkte Präsenz irischer Geistlicher nachweisen. Ihr Wirken vollzog sich unter dem Leitmotiv der peregrinatio pro Christo – einer asketisch motivierten „Fremdlingschaft um Christi willen“. Das religiöse Ideal sah im Verlassen der Heimat eine geistliche Praxis der Weltentsagung und war aus sich heraus nicht unmittelbar mit Missionstätigkeit verknüpft.
Im kirchenhistorischen Diskurs etablierte sich ab dem späten 19. Jh. zunehmend die Auffassung, irische Mönche hätten in maßgeblicher Weise zur Christianisierung weiter Teile Mitteleuropas beigetragen. Ihnen wurde insbesondere ein bedeutender Einfluss auf die Missionierung in Alemannien, Baiern, Mainfranken sowie in Teilen Hessens und Thüringens im 7. Jh. zugeschrieben. Zwar wurde erkannt, dass das irische Selbstverständnis der Fremdlingschaft seinem Wesen nach nicht auf missionarische Bekehrung zielte, zugleich jedoch unterstellt, dass die irischen peregrini in ihrer Konfrontation mit den lokalen religiösen und sozialen Gegebenheiten eine faktisch missionarische Wirkung entfaltet hätten. Aus diesem Gedankengang heraus, wurde aus der bloßen Präsenz irischer Mönche oft unmittelbare auf missionarische Tätigkeiten geschlossen. Diese Vorstellung ist bis heute in populären Deutungsmustern präsent und wird mitunter auch immer noch mit der Idee eines einheitlich christlichen Europas verknüpft. In der angelsächsischen Forschung findet dieser Interpretationsrahmen zudem bisweilen Anschluss an Deutungsansätze, die vom irischen Nationalbewusstsein mitgeprägt sind.
Auch in der Sprachgeschichtsforschung hat die Vorstellung von einer Beeinflussung der sogenannten süddeutschen Kirchensprache durch irische Missionare zeitweilig Anklang gefunden. Gleichwohl wurde bereits früh auf konzeptionelle Schwächen dieser Theorie hingewiesen, die in jüngeren Untersuchungen Bestätigung erfahren haben. Parallel dazu wurde in der jüngeren Forschung die schon länger bekannte ganz eigenständige Rolle der von Kolumban angestoßenen klösterlichen Reformbewegung innerhalb des Frankenreichs noch deutlicher hervorgehoben.
Tatsächlich war es vor allem diese iro-fränkische monastische Strömung – institutionalisiert in Luxeuil und dessen Ablegern –, die missionarisch in größerem Umfang wirksam wurde. Schon Eustasius († 629), Kolumbans Nachfolger in Luxeuil, leitete um 629 erste Missionsaktivitäten in Baiern ein. Der geographische Schwerpunkt dieser irofränkischen Missionstätigkeiten lag jedoch in Neustrien. Im Gegensatz dazu entwickelte sich in Irland selbst erst gegen Ende des 7. Jh., vor allem unter dort ansässigen angelsächsischen Mönchen, die Vorstellung einer moralischen Verpflichtung zur Heidenmission. Folgt man den Quellen, so standen irische Mönche dem Missionsgedanken offenbar recht häufig skeptisch gegenüber. Kolumban selbst scheint ihn mehrfach verworfen zu haben. Auch der Mönch Fursa beendete seine Missionsaktivitäten in Ostanglien bereits nach kurzer Zeit und wählte ein Leben in kontemplativer Zurückgezogenheit.
Quellen, die eine explizite missionarische Tätigkeit irischer Mönche auf dem Kontinent belegen, sind rar. Kolumbans Wirken im Raum Bregenz (611/12) bleibt aufgrund seines baldigen Rückzugs nach Italien folgenlos. Sein Schüler Gallus setzte keine missionarischen Impulse, sondern wählte die Einsiedelei als Lebensform. Im neustrischen Raum ist lediglich eine Missionstätigkeit des Iren Chillenus überliefert, der unter dem Bischof Burgundofaro von Meaux im Raum Arras gewirkt haben soll. Eine Sonderstellung nimmt Kilian ein, der gemeinsam mit Gefährten in Würzburg auftrat, dort jedoch unter ungeklärten Umständen zu Tode kam. Die früheste Überlieferung zu seinem Wirken bildet – neben der schon erwähnten Nachricht von Kolumbans kurzzeitiger Tätigkeit in Bregenz – das einzige gesicherte Zeugnis für die Anwesenheit irischer peregrini im rechtsrheinischen Raum des 7. Jhs. Ob Kilians Wirken auch missionarischen Charakter besaß, bleibt offen. Nachhaltige Bedeutung entfaltete jedenfalls erst sein Martyrium durch die spätere Kultbildung. Eine in mehrfacher Hinsicht herausragende Ausnahmefigur unter den irischen peregrini stellt der hl. Virgil († 784) dar, der im 8. Jh. als Bischof von Salzburg eine systematisch organisierte Missionsarbeit in Karantanien verantwortete – allerdings in enger Verzahnung mit den fränkisch-baierischen Kirchenstrukturen. Seine missionarischen Aktivitäten gegenüber den slawischen Karantanen sind dabei nicht als Ausdruck individueller Initiative, sondern als amtlich bedingte Verpflichtung im Rahmen bischöflicher Jurisdiktion zu verstehen, eingebettet in den Kontext einer sich festigenden baierischen Hoheit über das karantanische Herrschaftsgebiet. Den Quellen zufolge trat Virgil dabei nicht selbst als Missionar in Erscheinung, sondern verfügte über einen eigens hierfür eingesetzten Stab von Missionspriestern. Die Auseinandersetzung zwischen Bonifatius und Virgil ist in der Forschung wiederholt in den größeren Kontext einer grundlegenden Feindschaft zwischen angelsächsischen und irischen Missionaren gestellt worden, mit der Tendenz die tatsächlichen historischen Verhältnisse zu überschätzen.
Insgesamt zeigt sich, dass die Bedeutung irischer Mönche als Missionare im kontinentalen Europa des 7. Jh. begrenzt war und in keinem Verhältnis zur monistischen Präsenz irischer Geistlicher im Frankenreich stand. Dies erklärt wohl auch, weshalb der Versuch, spezifisch irischen Einfluss auf die Entwicklung des Althochdeutschen nachzuweisen, nur sehr spärliche Resultate erbracht hat. Sprachgeschichtlich lässt sich kaum mehr als das Lehnwort Glocke plausibel auf eine irische Herkunft zurückführen – und selbst hier erscheint eine vulgärlateinische Herkunft wahrscheinlicher.

### In England
Auch in England lassen sich vereinzelt irische Missionsaktivitäten nachweisen. In den Jahren 631/32 gelangte der irische Mönch Fursa im Rahmen seiner peregrinatio auf Einladung König Sigeberhts (reg. ca. 630–635) nach East Anglia. Dort begann er eine missionarische Tätigkeit, die er allerdings bald seinem Bruder Foillan († um 655) übertrug. Aufgrund der Bedrohung durch das heidnische Mercia unter König Penda fand dieses Unternehmen bereits 635 ein jähes Ende. Von weiterem missionarischen Wirken wird für Sussex berichtet, wo sich vor 681 der irische Mönch Dicuil mit Gefährten niederließ. Nach Beda blieb es jedoch ohne nennenswerten Einfluss auf die Bevölkerung; ob eine gezielte missionarische Tätigkeit überhaupt stattgefunden hat, ist zweifelhaft.
Tatsächlich entwickelte sich die irische Missionstätigkeit in England erst durch ein strukturiertes Vorgehen über das Kloster Lindisfarne. Ausgangspunkt war das Wirken des hl. Kolumba (ca. 520/22–597), der das Kloster Iona in den Inneren Hebriden im irisch dominierten Königreich Dál Riata gründete. Auf Veranlassung Oswalds, des Königs von Northumbria, ward im Jahre 635/36 an der nordöstlichen Küste Englands das Kloster Lindisfarne gegründet, welches bis zum Jahre 664 als Tochtergründung Ionas galt und als Zentrum der nordenglischen Mission von herausragender Bedeutung war. Die von Lindisfarne ausgehende Mission bewegte sich im Gefolge der politischen Herrschaftsausdehnung Northumbrias und erfasste demgemäß auch die Gebiete von Mercia und Essex. Die irische Prägung ist hier nicht als ethnische Einflussnahme, sondern vielmehr als spirituelle Orientierung innerhalb eines transkulturellen Netzwerkes zu verstehen, das auch angelsächsische Akteure einschloss.